# Nous les mères
Pour plus de détails, voir Fiche technique et Distribution.
Nous les mères (titre original : Das erste Recht des Kindes) est un film allemand réalisé par Fritz Wendhausen, sorti en 1932.

## Synopsis
Lotte Bergmann est enceinte, mais l'étudiant travailleur Herbert Böhme, le père de son enfant, n'a aucun revenu. Elle n'a elle-même que de quoi nourrir sa mère et elle-même. Elle veut avorter, mais elle est rejetée partout, y compris par le docteur Dr Baumgarten. Dans son désespoir, elle tente de se suicider, mais elle est sauvée. Dans ses rêves, elle vit le destin de mères ayant des enfants illégitimes, d'où elle tire finalement le désir d'avoir aussi son enfant.

## Fiche technique
- Titre : Das erste Recht des Kindes
- Titre alternatif : Aus dem Tagebuch einer Frauenärztin
- Titre français : Nous les mères
- Titre néerlandais : Uit het dagboek van een vrouwenarts
- Réalisation : Fritz Wendhausen
- Scénario : Thea von Harbou
- Musique : Franz Waxman
- Directeur de la photographie : Franz Planer
- Décorateurs : Erwin Scharf, Robert Neppach
- Producteur : Leo Meyer
- Pays d'origine :  République de Weimar
- Sociétés de production : R.N.-Filmproduktion GmbH
- Longueur : 2 139 mètres
- Format : Noir et blanc — 35 mm — 1,37:1 — Son : Mono
- Genre : Film dramatique
- Durée : 78 minutes (1 h 18)
- Dates de sortie :
  -  République de Weimar : 22 octobre 1932
  -  France : 2 octobre 1933

## Distribution
- Hertha Thiele
- Eduard Wesener
- Helene Fehdmer
- Erna Morena
- Hermann Vallentin
- Hedwig Schlichter
- Lotte Stein
- Ruth Jacobsen
- Traute Carlsen
- Maria Koppenhöfer
- Emilia Unda
- Hertha von Walther
- Genia Nikolaieva
- Rotraut Richter
- Hermine Sterler
- Maria Forescu
- Eduard von Winterstein
- Erwin Kalser
- F.W. Schröder-Schrom
- Gerhard Bienert
- Hans Halden
- Ferdinand von Alten
- Heinrich Schroth
- Fritz Alberti
- Erich Bartels
- Else Ehser
- Margarete Faas
- Max Grünberg
- Oskar Höcker
- Georg John
- Wera Liessem
- Lotte Loebinger
- Marlise Ludwig
- Klaus Pohl
- Franz Stein
- Mathilde Sussin
- Elisabeth Wendt
- Hildegard Wolf